# 1966
1966. је била проста година.

## Догађаји

### Јануар
- 1. јануар — Током новогодишње ноћи у Централноафричкој Републици Жан-Бедел Бокаса извео је војни удар. Збачен је председник Давид Дацко, распуштен је парламент и укинут устав. Бокаса је заузео прозападно држање.
- 2. јануар — Почело је емитовање Трећег програма Радио Београда.
- 3. јануар — Председник Горње Волте Маурице Иамеого приморан је на оставку народним протестима, заменио га је генерал Сангоуле Ламизана (до 1980).
  - — Сами Иоунге млађи, црни студент, убијен је у Таскигију, Алабама, јер је користио тоалет само за белце; његова организација, Студентски ненасилни координациони одбор (Student Nonviolent Coordinating Committee), након овог догађаја је постала прва организација за људска права која се супротставила рату у Вијетнаму.
  - 3. јануар — 15. јануар У Хавани је почела са радом Триконтинентална конференција у организацији Организације солидарности са народима Азије, Африке и Латинске Америке.
- 4. јануар — У Ташкенту се уз совјетско посредовање одржавао сусрет индијског и пакистанског премијера у ком је омогућен прекид рата између две земље.
- 9. јануар — На београдском Сајму одржана је прва Гитаријада (касније се Гитаријада одржава сваке године у Зајечару).
- 10. јануар — Индија и Пакистан су потписали декларацију из Ташкента чиме је окончан Индијско-пакистански рат из 1965.
  - — У Индији је преминуо премијер Лал Бахадур Шастри, наслеђује га Индира Ганди, ћерка бившег премијера Џавахарлал Нехруа.
- 15. јануар — Војни удар у Нигерији, први у историји државе, збачен је председник Намди Азикиве; генерал Јохнсон Агуиyи-Иронси преузима власт у контраудару и постаје шеф државе (до јула).
- 16. јануар — Чикаго Булс, званично основан и постао члан Националног кошаркашког савеза (НБА).
- 17. јануар — У Нигерији друга војна фракција извршила контраудар.
  - — У судару изнад Шпаније америчког бомбардера „B-52“ и шпанског авиона за снабдевање горивом погинуло је осам људи, а бомбардер је био принуђен да у Средоземно море код Паломареса у Шпанији избаци три мале хидрогенске бомбе, која нису експлодирале. Догађај је познат као Паломарески инцидент.
- 24. јануар — Индира Ганди је постала премијер Индије, (1966-77 и 1980-84).
  - — Ер Индија Лет 101 срушио се на Монт Блан, погинуло је свих 117 путника, укључујући доктора Хоми Ј. Бхабха, председника Индијске комисије за атомску енергију.
- 26. јануар — Нови премијер Аустралије је постао Харолд Холт, такође либерал, после Роберта Мензиеса, у години пораста аустралијског ангажмана у Вијетнаму и поред великих протеста становништва.
- 29. јануар — Луксембуршки компромис враћа једногласно доношење одлука у Европској економској заједници, чиме је окончана блокада због француске Политике празне столице.

### Фебруар
- 3. фебруар — Луна 9 била је прва летелица која се меко спустила на Месец.
- 5. фебруар — Добитник НИН-ове награде је Меша Селимовић за роман "Дервиш и смрт". Жири у саставу Велибор Глигорић (председник), Милош И. Бандић, Борислав Михајловић Михиз, Зоран Мишић, Мухарем Первић, Ели Финци и Петар Џаџић своју одлуку донео је једногласно.
- 12. фебруар — Јужновијетнамске и јужнокорејске снаге започињу масакре у селу Тај Винх, следећег месеца, 1.200 жртава.
- 14. фебруар — Уместо аустралијске фунте уведен аустралијски долар.
  - — Совјетски писци Јулиј Данијел и Андреј Сињавски осуђени су на пет односно седам година због објављивања "антисовјетских текстова".
  - — Жељезничка несрећа код места Каштел Стари (Хрватска), 29 мртвих.
- 17. фебруар — Француска је лансирала свој први сателит с полигона у Сахари.
- 22. фебруар — У Уганди је премијер Милтон Оботе преузео сву власт, свргао је председника Мутесу.
  - — Британска влада у склопу политике смањења војних трошкова објављује намеру да напусти базу Аден истовремено са давањем независности Федерацији Јужне Арабије. Фронт за ослобођење Јужног Јемена који подржава Египат, води герилску борбу против британског гарнизона и постепено стиче надзор над великим делом државе.
- 23. фебруар — Сиријски пуч: председник Амин ел Хафез из "панарапског" крила партије Баас збачен је од левог "великосиријског" крила партије на челу са начелником генералштаба Салах Јадидом. На место председника постављен је генерал Нур ад-Дин ел Атаси (до 1970), Хафез ал-Асад је министар одбране. Традиционално руководство партије Баас је протерано. Дошло је до трајног раскола са ирачким огранком. Нову власт карактерисало је ватрено непријатељство према Израелу, а нова власт је успоставило блиске односе са СССР.
- 24. фебруар — Гана, војни удар, председник Кваме Нкрумах збачен је док је био у у посети Пекингу. Власт преузима и оснива владу генерал Јосеф Анкрах. Војска распушта Странку народне конвенције, укида устав и прогања присталице председника Нкрумаха.
- 25. фебруар — Мирослав Крлежа добија Његошеву награду за роман "Заставе".
  - 25. фебруар — 26. фебруар — III пленум ЦК СКЈ - смањивање савезних инвестиција, подршка Привредној реформи.

### Март
- 1. март — Венера-3 се срушила на Венеру, прва летелица која је дотакла другу планету.
- 2. март — Штампан први број листа Темпо, најстаријег спортског магазина на Балкану, (излазио до 2004. године).
- 2. март — Премијер Уганде Милтон Оботе збацио председника (и краља Буганде) Мутесу II.
- 3. март — Формирана Београдска аутобуска станица, (БАС).
- 3. март — 14. март — У Љубљани одржано Светско првенство у хокеју на леду, Совјетски Савез шампион.
- 4. март — Џон Ленон је у једном интервјуу изјавио да су Битлси постали „популарнији од Исуса”, што је изазвало гнев хришћанских верника у САД.
- 5. март — Песма Евровизије 1966: победила је аустријска нумера, Југославију је представљала Берта Амброж с песмом "Brez besed", (што је била прва евровизијска песма на словенском језику) и заузела 7 место.
- 6. март — У Аустрији Народна странка осваја апсолутну већину на изборима. Прекинута је традиција коалиционих влада са социјалистима.
- 8. март — ФК Партизан у Београду победио прашку Спарту са 5:0 (у Прагу изгубио 4:1), и пласирао се у полуфинале Купа шампиона.
- 8. март — САД објавиле да ће знатно повећати број војника у Јужном Вијетнаму.
- 8. март — Ирски републиканци експлозијом преполовили Нелсонов стуб у Даблину.
- 8. март — 22. март — У загребачкој Galeriji suvremene umjetnosti одржана изложба Pop art.
- 10. март — У Финској на превременим политичким изборима велики успех су постигли социјалдемократи.
- 11. март — Завршетак III пленума ЦК СКЈ о смањивању савезних инвестиција и подршци Привредној реформи, одлучено да предузећа могу инвестирати било где у СФРЈ (не само у неразвијеним крајевима).
- 11. март — У Индонезији председник Сукарно предао извршна овлашћења генералу Сухарту. Индонезијски масакри 1965-66. се тек почињу да смирују.
- 11. март — Француски председник Шарл де Гол је објавио повлачење француских јединица из команде НАТО, али Француска је и даље формално чланица савеза. Америчке базе у Француској су распуштене. Главна команда НАТО је пресељена у Белгију.
- 12. март — Међународни Раселов суд заседао је у Стокхолму.
- 16. март — Gemini 8 (Близанци 8): Прво успешно спајање две летелице у свемиру.
- 26. март — Широм САД демонстрације против Вијетнамског рата.
- 31. март — Британски лабуристички премијер Харолд Вилсон је победом на изборима повећао уверљиву већину у Доњем дому парламента.
- 31. март — III пленум ЦК СКЈ, смањивање савезних инвестиција, подршка Привредној реформи, предузећа могу инвестирати било где у СФРЈ, не само у неразвијеним крајевима.

### Април
- 3. април — Луна 10 је прва летелица у Месечевој орбити.
- 4. април — Ступио на снагу Споразум између Југославије и Аустрије о регулисању запошљавања југословенских радника у Аустрији (→ гастарбајтер).
- 13. април — Бомбардери Америчког ратног ваздухопловства извели прве ваздушне нападе на Северни Вијетнам у Вијетнамском рату.
- 13. април — Председник Ирака Абдул Салам Ариф погинуо је у авионској несрећи, наследио га је брат Абдул Рахман Ариф (до 1968).
- 15. април — Међународни Раселов суд након заседања у Стокхолму осудио је америчке ратне злочине и страхоте у Вијетнаму.
- 15. април — У Уганди је објављен Нови устав, њим је држава постала унитарна, спојена је дужност председника Републике и шефа владе.
- 18. април — 38. додела Оскара, (прва преношена у боји); најбољи филм "The Sound of Music" "Моје песме, моји снови", укупно пет награда од десет номинација, запажен успех имао је и филм "Доктор Живаго".
- 19. април — У Аустрији је канцелар Јозеф Клаус саставио једностраначку владу.
- 21. април — Хајле Селасије је посетио Јамајку, растафаријанци то касније прослављају као "Grounation Day".
- 21. април — Андреј Громико. совјетски министар спољних послова у службеној посети Италији, потписан је споразум о повећању трговине између две државе. ФИАТ договара изградњу фабрике у СССР.
- 26. април — Ташкент, главни град, Узбекистана, разорен у земљотресу.
- 27. април — Састанак папе Павла VI и Андреја Громика совјетског министар спољних послова у Ватикану.
- 28. април — Први већи окршај у грађанском рату у Родезији назван Битка код Синоие (Chinhoyija), убијено је седам герилаца.
- 29. април — У Вијетнаму се налази 250.000 америчких војника.
- 30. април — Антон Лавеј (Anton LaVey) основао је у Сан Франциску Цркву Сатане.

### Мај
- 3. мај — Објављен је први број музичког часописа "Džuboks" (часопис је излазио до 1986. а издавале су га горњомилановачке Дечје новине).
- 4. мај — Тајланд се уплиће у вијетнамски сукоб и шаље свој корпус у помоћ јужновијетнамској војсци.
- 8. мај — У Алжиру влада национализује руднике, потом банке и осигуравајућа друштва.
- 11. мај — Финале Купа шампиона 1966. у Бриселу: Реал Мадрид - ФК Партизан 2:1.
- 12. мај — У Северној Ирској почиње деловање лојалистичке паравојне јединице "Алстерске добровољачке снаге" (UVF).
- 15. мај — Индонезија позива Малезију на мировне преговоре.
- 16. мај — "Обавештење од 16. маја" означава почетак Културне револуције у Кини. Политбиро Комунистичке партије Кине је прихватио ставове Мао Цедунга, чиме је званично покренута Културну револуцију, званично као кампања да се Кина очисти од својих либералних буржоаских елемената и да се настави револуционарна класна борба.
- 16. мај — "The Beach Boys" издају албум "Pet Sounds" а Боб Дилан "Blonde on Blonde".
- 16. мај — Избијају штрајкови британских помораца, блокиране су главне луке.
- 17. мај — Грчка и турска влада започеле су директне преговоре намерни да реше кипарско питање.
- 20. мај — Прстенасто помрачење Сунца, у Југославији прекривено 70-90% диска.
- 24. мај — Рок састав "Елипсе" свирао је пред Ј. Б. Титом – сматра се да је то био "пресудан тренутак за рокенрол у Југославији".
- 26. мај — Британска Гијана је постала независна држава у оквиру Британског комонвелта.
- 27. мај — Вођа финских социјалдемократа Рафаел Пасио основао је леву владу коју су подржали и комунисти.
- 28. мај — Након мировних преговора између Индонезија и Малезије проглашен крај Konfrontasi-ја.

### Јун
- 1. јун — ДР Конго: бивши премијер Еваристе Кимба и тројица министара обешени пред 50.000 гледалаца, осуђени због планирања пуча.
  - — Крај емитовања америчке телевизијске sitcom серије "The Dick Van Dyke Show"-a. која се оригинално приказивала на CBS-у од 3. октобра 1961. до 1. 6. 1966, (творац серије Карл Реинер (Carl Reiner) и главне звезде Дик Ван Дјyк и Мери Тајлер Мур). Серија је имала приличан утицај на целокупну будућу TV-продукцију у САД
- 2. јун — Surveyor 1 је прва америчка летелица која се мекано спустила на Месец.
  - — Шести конгрес ССРН Југославије.
- 10. јун — У одбрани од израелских напада на јорданској територији помаже ирачка и саудијска војска. Краљ Хусеин сиријској и палестинској војсци не одобрава приступ у страху од покушаја нарушавања власти.
- 13. јун — У случају Миранда против Аризоне Врховни суд САД пресудио је да полиција мора да обавести осумњиченог о његовим правима пре испитивања (You have the right to remain silent…).
- 14. јун — Конгрегација за наук вјере је укинула (Index librorum prohibitorum) Индекс забрањених књига.
- 15. јун — Вође држава Заједничке Афро-мадагаскарске Организације састали су се у Тананаривеу и потписали споразум о међусобној политичкој и економској сарадњи.
- 16. јун — Седница Извршног Комитета ЦК СКЈ, расправљано о питању "Извесних деформација" у раду неких органа Државне безбедности, формирана партијско-државна комисија за испитивање проблема.
  - — Основан Кајакашки савез Југославије.
- 18. јун — Седми директор ЦИА-а, Вилиам Раборн поднео је оставку; Ричард Хелмс постаће његов наследник.
- 22. јун — Светско првенство у хрвању у Охају, Стеван Хорват освојио златну медаљу.
  - — Током марша за људска права у Гринвуду, Мисисипи, Стокели Кармајкл разглашава концепт Black Power.
- — Из Научног друштва БиХ основана је Академија наука и умјетности Босне и Херцеговине.
- 25. јун — СФР Југославија и Ватикан су обновили дипломатске односе.
  - — Шарл де Гол је у посети Совјетском Савезу где се изјаснио за расформирање блокова и Европу држава.
- 28. јун — "Аргентинска револуција": председник Аргентине Артуро Умберто Илиа збачен у војном удару, генерал Хуан Карлос Онганиа је постао де факто председник (до 1970, војна власт је трајала до 1973).
- 29. јун — 30. јун — Операција "Rolling Thunder" ("Котрљајући гром"), ескалација: Американци гађају складишта нафте код Ханоја и Хајфонга, али Вијетнамци су раније дисперговали залихе.
- 30. јун — Ричард Хелмс је постао осми директор ЦИА, (до 1973).
  - — Главни град ДР Конга Лéополдвил променио је име у Киншаса.
  - — Француска формално напустила НАТО.
  - — Основана је Национална организација жена (САД) у Вашингтону, Д. Ц.

### Јул
- 1. јул — Одржан је IV „Брионски пленум“ ЦК СКЈ, на којем је донета Одлука: реорганизација органа Државне безбедности а из руководства партије је искључен Светислав Стефановић Ћећа и прихваћена је оставка Александра Ранковића на све функције. Поднет је Извештај Комисије (формиране 16. јуна): ДБ је монопол појединаца, постоје тенденције да се постави изнад друштва, коришћено је прислушкивање људи и установа, и филтрирање информација за функционере. Према речима Тита: "деформације" СДБ створиле су биле систем који је притискао читаво друштво (стагнација и неспровођење одлука донетих на пленумима и конгресима); Мијалко Тодоровић изабран је за секретара ЦК, Милентије Поповић за члана Извршног комитета, Добривоје Радосављевић кооптиран за члана ЦК СКЈ.
- 1. јул — У Великој Британији тек након дуготрајних преговора постигнуто компромисно решење штрајка помораца, нанете су велике штете трговини. Британска влада декретом замрзава цене и плате на годину дана настојећи да заустави инфлацију. Традиционални савез између лабуриста и синдиката почиње да попушта.
- 2. јул — Совјетски Савез је повећао помоћ ДР Вијетнаму. САД су интензивирале војне операције у Вијетнаму, сукоб се додатно заоштравао.
- 2. јул — Французи почињу нуклеарне пробе на пацифичким атолима Моруроа и Фангатауфа.
- 4. јул — На подручју бившег логора Јасеновац откривен је споменик Камени цвијет.
- 4. јул — У САД ступио на снагу Закон о слободи информација. Општа мобилизација у Северном Вијетнаму.
- 5. јул — Савезна скупштина усвојила је нови План друштвеног развоја 1966-70.
- 6. јул — У Малавију проглашена република, први председник је премијер Хастингс Камузу Банда (до 1994).
- 11. јул — Почело је Светско првенство у фудбалу 1966. у Енглеској.
- 12. јул — Распуштен партијски комитет у Секретаријату иностраних послова, наводно, место концентрације Ранковићевих снага.
- 13. јул — Ричард Спек убио осам медицинских сестара студенткиња у Чикагу.
- 14. јул —Јорданска влада прекида односе са ПЛО. Палестинци своје избегличке кампове потом претварају у ослобођена подручја, оружано се супротстављају сваком покушају уплитања јорданске војске. Због нових упада палестинских герилаца израелске оружане снаге нападају јорданску и сиријску територију и долази до страдања цивилног становништва, УН то осуђују.
- 15. јул — Седница свих пет већа Савезне скупштине, акламацијама прихваћена оставка Александра Ранковића и избор Коче Поповића за потпредседника Југославије.
- 29. јул — Побуна северњачких младих официра у Нигерији, убијен је премијер Балева, власт преузима војни шеф државе Џонсон Агуи-Иронси из племена Ибо. Он је побуњенике наговарао да се предају и настојао је да централизује државу. У северним покрајинама у којима живи муслиманско становништво низали су се погроми припадника племена Ибо које се оптуживало да монополизује јавне функције и рентабилне послове. Неки делови војске дигли су побуну. Председник Иронси је заробљен и убијен. Власт преузима Јакубу Говон, такође пореклом из северних покрајина, али хришћанин. Он је наговарао побуњенике да се врате у касарне и обећао је да ће укинути повластице племена Ибо. У североисточној покрајини Бијафра, средишту племена Ибо, генерал Одемегву Ојукву основао је аутономну владу која је одбијала све предлоге споразума.
- 29. јул — Боб Дилан повређен у несрећи на мотоциклу у Вудстоку, Њујорк.
- 30. јул — Контроверзно финале Светског шампионата: Енглеска - Немачка 4:2, после продужетака (споран трећи гол Енглеза), титула за Енглеску. -Индира Ганди са Титом на Брионима.

### Август
- 1. август — Чарлс Витмен убио снајпером 13 људи са куле Универзитета у Тексасу у Остину.
- 5. август — Почела је изградња Светског трговачког центра.
- 5. август — Мартин Лутер Кинг је погођен каменом док је водио марш за грађанска права у Чикагу.
- 6. август — Битлси издали албум Revolver.
- 11. август — Џон Ленон се у Чикагу извинио због изјаве да је популарнији од Исуса.
- 14. август — Лунар орбитер 1 је први амерички орбитер око Месеца.
- 15. август — Сиријско-израелски окршај у Галилејском језеру.
- 19. август — У источној Турској у земљотресу Вартоу погинуло је 2.394 особа.
- 26. август — Први већи окршај између СВАПО и јужноафричких снага у Намибији, почетак Јужноафричког граничног рата.
- 27. август — Посета Шарла де Гола посета Француској Сомалској Обали, данас Џибути, праћена нередима, де Гол наређује нови референдум о статусу.
- 29. август — Последњи концерт Битлса одржан је у Кандлестик Парку у Сан Франциску.
- 30. август — Почело је Европско првенство у атлетици 1966. у Бидимпешти.
- 31. август — Дорси снимили су снимили свој албум The Doors.

### Септембар
- 1. септембар — Пад авиона компаније Британија ервејс код Љубљане, 98 мртвих.
- 2. септембар — Ралф Х. Баер је дошао на идеју за видеоигре.
- 5. септембар — Извршни комитет ЦК СК Србије је усвојио извештај Комисије за испитивање злоупотреба у СДБ: Служба затворена према друштву, оптерећена претензијама да прати, оцењује и утиче на целокупни друштвени живот (опсежно и тенденциозно праћење "антисоцијалистичких појава" у Београду и политика дискриминације према народностима.
- 6. септембар — У парламенту Кејптауна од стране неуравнотежене особе избоден је и убијен јужноафрички премијер Хендрик Френш Верверд. Наследио га је Балтазар Ворстер који као и свој претходник наставља непопустљиво да брани повластице беле мањине -Отворена Метрополитен опера у Њујорку.
- 8. септембар — На америчкој ТВ мрежи НБЦ емитована је прва епизода ТВ серије Звездане стазе.
- 14. септембар — Шеста, проширена, седница ЦК СК Србије, оштра осуда бирократско-националистичке праксе, политичких злоупотреба, деформација у СДБ…, из партије искључени Војин Лукић и Живота Савић, предложено да се искључи и Ранковић.
- 19. септембар — Основана Математичка гимназија у Београду.
- 25. септембар — Светско првенство у гимнастици у Дортмунду, златну медаљу освојио је Мирослав Церар.
- 30. септембар — Бивши британски протекторат Бечуана постао је независна република Боцвана и постаје део Комонвелта. За председника је именован Сереце Кхама из Демократске странке.
- 30. септембар — Балдур фон Ширах и Алберт Шпер пуштени из затвора. -Михајло Михајлов осуђен на годину дана затвора због покушаја издавања часописа.

### Октобар
- 3. октобар — Тито и Гамал Абдел Насер у Индији, разговори о несврстаности.
- 4. октобар — Бивши британски протекторат Басутоланд постао је независна држава Лесото. Шеф државе је краљ Мешоешое II, премијер је Либау Џонатан, вођа Националне странке -Представљена прва Тојота корола.
- 6. октобар — ЛСД забрањен у САД, укључујући и научна истраживања.
- 15. октобар — У САД основана Партија црних пантера, револуционарна левичарска организација црнаца.
- 26. октобар — НАТО премешта седиште из Париза у Брисел.
- 27. октобар — Генерална скупштина Уједињених нација одузела Јужној Африци мандат над Југозападном Африком.

### Новембар
- 4. новембар — Река Арно је поплавила Фиренцу, оставивши на хиљаде људи без дома и уништивши или оштетивши милионе књига и слика.
- 5. новембар — Тридесет осам афричких држава тражи од В. Британије да употреби силу против одметнуте беле владе у Родезији. Мидтерм избори у САД: Едвард Брук из Масачусетса је први црнац у Сенату САД од Реконструкције; глумац Роналд Реган изабран је за гувернера Калифорније.
- 9. новембар — Срели се Јоко Оно и Џон Ленон.
- 13. новембар — Инцидент у Саму; израелски напад на село Саму на јорданској Западној обали.
- 14. новембар — Отворен први бутик у Београду "Eva".
- 27. новембар — Почетак рада ХЕ Бајина Башта (365 MW), највећег објекта на Дрини, председник Тито је свечано пустио у рад.
- 28. новембар — У Бурундију официр Мајкл Микомберо организовао је државни удар. Срушио је монархију, прогласио се председником Републике. Нова влада такође је осигурала власт племена Туци и успоставила једностраначки систем.
- 30. новембар — Барбадос је постао независан од В. Британије.

### Децембар
- 6. децембар — Битлси почели снимање албума Pepper's Lonely Hearts Club Band.
- 8. децембар — Приликом хаварије грчког ферибота "Хераклион", који је потонуо током невремена код острва Мелос, погинула су 234 путника и члана посаде.
- 8. децембар — Споразум о забрани нуклеарног оружја у свемиру потписало 28 земаља, укључујући Совјетски Савез и Сједињене Државе.
- 9. децембар — Председник Тито помиловао је од кривичног гоњења Ранковића, Стефановића и још 16 чланова групе која је "противуставно деловала и злоупотребила службене функције и овлашћења СДБ".
- 14. децембар — У Шпанији одржан референдум о прихватању органског закона који предвиђа рестаурисање монархије након Франкове владавине.
- 15. децембар — У Холандији је пала Калсова влада. Формирана је нова коалиција умерених странака које је предводио Јеле Зилстра.
- 18. децембар — Амерички астроном Ричард Вокер је открио Сатурнов сателит Епиметеј.
- 20. децембар — Након што је Чехословачка снабдела кипарску владу оружјем дошло је до продубљења кипарске кризе.
- 22. децембар — Након неуспешних преговора са британском владом, премијер Родезије Ијан Смит је изјавио да је Родезија већ република и да је изашла из Комонвелта.
- 26. децембар — Маулана Каренга осмислио је празник Кванза за Афроамериканце.
- 30. децембар — САД су суспендовале продају вишка хране (програм "Храна за мир") Југославији јер она тргује са Северним Вијетнамом. Београдска милиција растерује протест против рата у Вијетнаму.
- 31. децембар — Милован Ђилас је пуштен из затвора где је био од 1962.
- 31. децембар — Мобутуова влада у ДР Конгу преузима белгијску рударску фирму Union Minière du Haut Katanga, која је подстицала отцепљење Катанге и надгледала велико богатство те регије.

### Датум непознат
У Танту је потврђен мандат за дужност генералног секретара УН.
У Италији Алдо Моро подноси оставку. Мандат за састављање нове владе поново је поверен Мору који формира своју трећу владу левог центра.
У Турској је изабран за председника генерал Цевдет Сунај.
у СР Немачкој либерали се повлаче из владајуће коалиције. Канцелар Ерхард подноси оставку, замењује га Курт Георг Киесингер који је саставио владу велике коалиције која је обухватила демохришћане и социјалдемократе. Министар спољних послова Немачке је Вили Брант, заговорник отворене политике према источним државама.
У првим месецима политичка клима у Италији погоршана је због разоткривања наводног организовања државног удара који су у лето 1964. припремали делови оружаних снага и тајних служби (СИФАР) а скривали су их високопозиционирани политичари.
У Ираку председник Абд ес-Салам Ариф је погинуо у ваздухопловној несрећи. Наследио га је његов брат Абд ар-Рахман Ариф.
Велибор Васовић отишао је из ФК Партизана у амстердамски АФК Ајакс.
На конференцији Варшавског пакта у Букурешту Николае Чаушеску предлаже паралелно и поступно распуштање снага НАТО и Варшавског пакта. Румунија се потврђује као најсамосталнија источна држава.
Кантерберијски надбискуп Артур Ремзи посетио је Ватикан. Састао се са папом Павлом VI, договорено је приближавање Католичке и Англиканске цркве.
СФРЈ: Петогодишњи план привредног и друштвеног развоја и разрада привредне реформе из 1965.
Етиопија усваја неколико уставних амандмана којима се уводи влада одговорна парламенту. Хаиле Селасије је ипак апсолутистички владао политичким животом у држави. Због неспровођења одговорне аграрне реформе економија у Етиопији је стагнирала.
У Горњој Волти председник Јамеого је присиљен да поднесе оставку од групе официра које је предводио пуковник Сангуоле Ламизана, он је преузео дужност председника републике и премијера.
Трговачки споразум Југославије са Ираном и Пољском.
Поправља се стање у италијанској економији и превладава се рецесија из протекле две године. Социјалистичка конституанта потврдила је поновно уједињење социјалиста и социјалдемократа чиме је створена јединствена социјалистичка странка.
Светско првенство у веслању на Бледу.
Шпанска влада затворила је границе с Гибралтаром и поново истакла право на тај териториј. Становништво Гибралтара одлучно настоји одржати везе са В. Британијом.
Откривена дугорочна потенцијација, могући ћелијски механизам учења и памћења, Терје Ломо, Осло.
Малави, независна држава у склопу британског Комонвелта, постаје република. Хастингс Банда именован је за председника, успоставио је власт. Влада се приближавала расистичкој Родезији и Јужноафричкој Републици и с њима склапа важне трговачке споразуме.
Амилкар Кабрал вођа ПАИГЦ објавио је ослобађање половине територије Португалске Гвинеје.
Руководство СФРЈ:
Председник Републике: Јосип Броз Тито
Председник Савезног извршног већа: Петар Стамболић
Председник Савезне скупштине: Едвард Кардељ
Телевизијске серије:
"Црни снег",
"Лаку ноћ децо" (1966—67),
"Људи и папагаји" ТВ Београд

## Рођења

### Јануар
- 1. јануар — Ивица Дачић, српски политичар
- 1. јануар — Тихомир Орешковић, хрватски политичар
- 7. јануар — Ергин Атаман, турски кошаркашки тренер[1]
- 13. јануар — Патрик Демпси, амерички глумац и аутомобилиста[2]
- 14. јануар — Марко Хијетала, фински музичар, најпознатији као басиста и певач групе Nightwish[3]
- 17. јануар — Љупчо Георгијевски, македонски политичар, 3. премијер Македоније (1998—2002)[4]
- 19. јануар — Стефан Едберг, шведски тенисер
- 23. јануар — Драгана Мркић, српска глумица[5]
- 29. јануар — Ромарио, бразилски фудбалер и фудбалски тренер[6]
- 31. јануар — Декстер Флечер, енглески глумац, редитељ и сценариста[7]

### Фебруар
- 1. фебруар — Лоран Гарније, француски ди-џеј и продуцент електронске музике
- 5. фебруар — Рок Петрович, словеначки скијаш[8]
- 6. фебруар — Рик Естли, енглески музичар
- 8. фебруар — Христо Стоичков, бугарски фудбалер и фудбалски тренер[9]
- 13. фебруар — Нил Макдона, амерички глумац и продуцент[10]
- 14. фебруар — Денис Латин, хрватски ТВ водитељ
- 19. фебруар — Мирослав Ђукић, српски фудбалер и фудбалски тренер[11]
- 19. фебруар — Енцо Шифо, белгијски фудбалер и фудбалски тренер
- 20. фебруар — Перица Букић, југословенски и хрватски ватерполиста и политичар[12]
- 20. фебруар — Синди Крофорд, амерички модел и глумица[13]
- 21. фебруар — Дејан Брђовић, српски одбојкаш и одбојкашки тренер (прем. 2015)[14]
- 24. фебруар — Били Зејн, амерички глумац и продуцент[15]
- 25. фебруар — Теа Лиони, америчка глумица и продуценткиња[16]
- 27. фебруар — Донал Лоуг, канадски глумац[17]
- 28. фебруар — Јован Вранишковски, архиепископ охридски СПЦ
- 28. фебруар — Паоло Футре, португалски фудбалер[18]

### Март
- 1. март — Зак Снајдер, амерички режисер, продуцент и сценариста[19]
- 3. март — Фернандо Колунга, мексички глумац[20]
- 4. март — Кевин Џонсон, амерички кошаркаш и политичар[21]
- 6. март — Алан Дејвис, енглески глумац, комичар и писац[22]
- 11. март — Алисон Дуди, ирска глумица и модел[23]
- 19. март — Ања Рупел, словеначка музичарка, новинарка и радио водитељка[24]
- 22. март — Макс Рихтер, енглески композитор и пијаниста[25]
- 22. март — Брајан Шо, амерички кошаркаш и кошаркашки тренер[26]
- 23. март — Марин Хинкле, америчка глумица[27]
- 24. март — Браћа Теофиловићи, српски певачи традиционалне музике
- 26. март — Мајкл Империоли, италијанско-амерички глумац, сценариста и редитељ[28]
- 27. март — Жарко Паспаљ, српски кошаркаш[29]
- 29. март — Красимир Балаков, бугарски фудбалер и фудбалски тренер[30]
- 31. март — Ивица Мавренски, српски кошаркаш и кошаркашки тренер

### Април
- 8. април — Робин Рајт, америчка глумица, редитељка и продуценткиња[31]
- 9. април — Синтија Никсон, америчка глумица[32]
- 11. април — Лиса Стенсфилд, енглеска музичарка и глумица[33]
- 15. април — Саманта Фокс, енглеска музичарка и модел[34]
- 16. април — Јасна Ђуричић, српска глумица[35]
- 24. април — Алесандро Костакурта, италијански фудбалер и фудбалски тренер[36]
- 27. април — Мет Ривс, амерички редитељ, сценариста и продуцент[37]

### Мај
- 1. мај — Чарли Шлатер, амерички глумац[38]
- 6. мај — Маја Новељић, српска глумица[39]
- 7. мај — Марта Савић, српска певачица[40]
- 8. мај — Клаудио Тафарел, бразилски фудбалски голман[41]
- 16. мај — Џенет Џексон, америчка музичарка, глумица и плесачица[42]
- 21. мај — Лиса Еделстин, америчка глумица[43]
- 21. мај — Зденко Кожул, хрватски шахиста[44]
- 21. мај — Звездан Терзић, српски фудбалер и фудбалски функционер
- 23. мај — Звонко Пантовић Чипи, српски музичар, најпознатији као оснивач и фронтмен групе Освајачи
- 24. мај — Ерик Кантона, француски фудбалер и фудбалски тренер[45]
- 26. мај — Хелена Бонам Картер, енглеска глумица[46]
- 26. мај — Иво Накић, хрватски кошаркаш[47]
- 28. мај — Миљенко Јерговић, босанскохерцеговачко-хрватски књижевник
- 28. мај — Ешли Лоуренс, америчка глумица[48]

### Јун
- 6. јун — Анђела Кавања, италијанска глумица, модел и ТВ личност[49]
- 12. јун — Милета Лисица, српски кошаркаш (прем. 2020)[50]
- 14. јун — Индира Радић, српска певачица
- 17. јун — Џејсон Патрик, амерички глумац[51]
- 21. јун — Иван Тасовац, српски пијаниста, дугогодишњи директор Београдске филхармоније (прем. 2021)[52]
- 22. јун — Горан Касум, српски рвач[53]
- 22. јун — Емануел Сење, француска глумица, музичарка и модел[54]
- 25. јун — Дикембе Мутомбо, конгоанско-амерички кошаркаш (прем. 2024)[55]
- 26. јун — Дани Бун, француски глумац, редитељ, сценариста и продуцент[56]
- 27. јун — Џеј-Џеј Ејбрамс, амерички продуцент, сценариста и редитељ[57]
- 28. јун — Џон Кјузак, амерички глумац, сценариста и продуцент[58]
- 30. јун — Мајк Тајсон, амерички боксер[59]
- 30. јун — Мартон Чокаш, новозеландски глумац[60]

### Јул
- 5. јул — Ђанфранко Цола, италијански фудбалер и фудбалски тренер[61]
- 9. јул — Зоран Терзић, српски одбојкаш и одбојкашки тренер
- 11. јул — Шеб Мами, алжирски музичар[62]
- 13. јул — Јовица Антонић, српски кошаркашки тренер
- 14. јул — Метју Фокс, амерички глумац[63]
- 20. јул — Енрике Пења Нијето, мексички политичар, 57. председник Мексика
- 26. јул — Анђело ди Ливио, италијански фудбалер[64]
- 28. јул — Мигел Анхел Надал, шпански фудбалер[65]
- 29. јул — Хуан Антонио Оренга, шпански кошаркаш и кошаркашки тренер[66]

### Август
- 5. август — Џејмс Ган, амерички редитељ, продуцент и сценариста[67]
- 7. август — Џими Вејлс, оснивач и председник Викимедија удружења
- 10. август — Ханси Кирш, немачки музичар, најпознатији као оснивач и певач групе
- 14. август — Хали Бери, америчка глумица[68]
- 15. август — Оливера Јовићевић, српска новинарка и ТВ водитељка
- 20. август — Дајмбег Дарел, амерички музичар, најпознатији као гитариста групе Pantera (прем. 2004)
- 22. август — Џиза, амерички хип-хоп музичар
- 23. август — Рик Смитс, холандски кошаркаш[69]
- 26. август — Ширли Менсон, шкотска музичарка, најпознатија као певачица групе [70]
- 28. август — Хулен Лопетеги, шпански фудбалски голман и фудбалски тренер[71]
- 30. август — Мајкл Мишел, америчка глумица[72]

### Септембар
- 1. септембар — Тим Хардавеј, амерички кошаркаш и кошаркашки тренер[73]
- 2. септембар — Оливје Панис, француски аутомобилиста, возач Формуле 1[74]
- 2. септембар — Салма Хајек, мексичко-америчка глумица, продуценткиња и модел[75]
- 5. септембар — Милинко Пантић, српски фудбалер и фудбалски тренер[76]
- 8. септембар — Карола Хегквист, шведска музичарка
- 9. септембар — Бојана Лекић, српска новинарка и ТВ водитељка
- 9. септембар — Адам Сандлер, амерички глумац, комичар, музичар, сценариста и филмски продуцент[77]
- 9. септембар — Осман Хаџић, босанскохерцеговачки певач
- 13. септембар — Филип Шоваговић, хрватски глумац, редитељ и драматург[78]
- 15. септембар — Дејан Савићевић, црногорски фудбалер и фудбалски тренер[79]
- 16. септембар — Никола Пејаковић, српски глумац, сценариста, редитељ и музичар[80]
- 21. септембар — Небојша Радосављевић, српски редитељ[81]
- 25. септембар — Џејсон Флеминг, енглески глумац[82]

### Октобар
- 1. октобар — Џорџ Веа, либеријски фудбалер
- 6. октобар — Александар Баришић, српски драматург, сценариста и новинар (прем. 2017)[83]
- 6. октобар — Џеклин Обрадорс, америчка глумица[84]
- 9. октобар — Дејвид Камерон, британски политичар, премијер Уједињеног Краљевства (2010—2016)[85]
- 10. октобар — Тони Адамс, енглески фудбалер и фудбалски тренер[86]
- 10. октобар — Бај Линг, кинеско-америчка глумица[87]
- 11. октобар — Лук Пери, амерички глумац (прем. 2019)[88]
- 13. октобар — Мирко Пајчин, српски певач
- 15. октобар — Хорхе Кампос, мексички фудбалер[89]
- 19. октобар — Татјана Пујин, српска глумица[90]
- 19. октобар — Горчин Стојановић, српски редитељ[91]
- 19. октобар — Џон Фавро, амерички глумац, редитељ, сценариста и продуцент[92]
- 22. октобар — Валерија Голино, италијанска глумица и редитељка[93]
- 24. октобар — Роман Абрамович, руски тајкун и политичар
- 26. октобар — Златко Далић, хрватски фудбалер и фудбалски тренер
- 30. октобар — Зоран Милановић, хрватски политичар и правник[94]
- 30. октобар — Абу Мусаб ел Заркави, јордански герилац и терориста (прем. 2006)[95]

### Новембар
- 2. новембар — Дејвид Швимер, амерички глумац, редитељ и продуцент[96]
- 4. новембар — Горан Рађеновић, српски ватерполиста и ватерполо тренер[97]
- 8. новембар — Гордон Ремзи, шкотски кувар[98]
- 10. новембар — Ванеса Ејнџел, енглеска глумица и модел[99]
- 11. новембар — Бенедикта Боколи, италијанска глумица[100]
- 17. новембар — Софи Марсо, француска глумица, редитељка, сценаристкиња и списатељица[101]
- 18. новембар — Зоран Савић, српски кошаркаш
- 19. новембар — Џејсон Скот Ли, амерички глумац и мајстор борилачких вештина[102]
- 23. новембар — Венсан Касел, француски глумац[103]
- 25. новембар — Дејан Чукић, српско-дански глумац[104]
- 27. новембар — Горан Стевановић, српски фудбалер и фудбалски тренер[105]
- 30. новембар — Дејвид Николс, енглески књижевник и сценариста

### Децембар
- 5. децембар — Патрисија Кас, француска музичарка и глумица[106]
- 8. децембар — Тајлер Мејн, канадски глумац и рвач[107]
- 8. децембар — Шинејд О’Конор, ирска певачица (прем. 2023)
- 11. децембар — Гари Дордан, амерички глумац[108]
- 12. децембар — Здравко Радуловић, хрватски кошаркаш и кошаркашки тренер[109]
- 13. децембар — Јуриј Здовц, словеначки кошаркаш и кошаркашки тренер[110]
- 14. децембар — Борис Исаковић, српски глумац[111]
- 14. децембар — Ентони Мејсон, амерички кошаркаш (прем. 2015)[112]
- 14. децембар — Хеле Торнинг-Шмит, данска политичарка[113]
- 18. децембар — Ђанлука Паљука, италијански фудбалски голман[114]
- 19. децембар — Бранислав Прелевић, српски кошаркаш и кошаркашки тренер[115]
- 19. децембар — Алберто Томба, италијански скијаш[116]
- 21. децембар — Кифер Садерланд, канадски глумац, продуцент, режисер и музичар[117]
- 22. децембар — Зоран Маринковић, српски музичар и уметник, најпознатији као члан групе Бјесови
- 25. децембар — Мауро Пикото, италијански ди-џеј и продуцент електронске музике
- 28. децембар — Калиопи, македонска музичарка

## Смрти

### Јануар
- 1. јануар — Венсан Ориол, бивши председник Француске (*1884)[118]
- 11. јануар — Алберто Ђакомети, швајцарски вајар и сликар (*1901)
- 11. јануар — Лал Бахадур Шастри, премијер Индије (*1904)[119]
- 14. јануар — Сергеј Корољов, ракетни научник (*1907)[120]
- 16. јануар — Чедомир Миндеровић, књижевник, борац, дипломата (*1912)

### Фебруар
- 1. фебруар — Бастер Китон, амерички редитељ и глумац (*1895)[121]
- 13. фебруар — Маргерит Лонг, француска пијанисткиња (*1874)[122]
- 20. фебруар — Честер В. Нимиц, адмирал флоте САД (*1885)[123]

### Март
- 5. март — Ана Ахматова, песникиња (*1889)

### Април
- 3. април — Батиста Фарина Пининфарина, дизајнер аутомобила (*1893)
- 13. април — Абдул Салам Ариф, пуковник, председник Ирака (*1921)[124]
- 21. април — Јозеф Дитрих, генерал СС (*1892)[125]

### Мај
- 7. мај — Станислав Јержи Лец, сатиричар и афористичар (*1909)

### Јун
- 20. јун — Жорж Леметр, белгијски католички свештеник и астроном[126]
- 30. јун — Ђузепе Фарина, први шампион Формуле 1 (*1906)

### Јул
- 23. јул — Монтгомери Клифт, глумац (*1920)[127]
- 26. јул — Александар Симић, специјалиста-радиолог (*1899)

### Август
- 23. август — Иван Сарић, српски бициклиста. (*1876)
- 24. август — Тадеуш Бор-Коморовски, пољски генерал и командант Пољске домовинске армије током Варшавског устанка.

### Септембар
- 6. септембар — Хендрик Верверд, премијер Јужне Африке (*1901)
- 7. септембар — Нектарије Круљ, митрополит дабробосански (*1879)
- 14. септембар — Џемал Гурсел, генерал, председник Турске (*1895)
- 26. септембар — Милан Дединац, књижевник, драматург, позоришни критичар (*1902)
- 28. септембар — Андре Бретон, књижевник, оснивач надреализма (*1896)

### Новембар
- 4. новембар — Дитрих фон Шолтиц, последњи нацистички командант Париза (*1894)
- 8. новембар — Бернард Зондек, гинеколог, проналазач теста у трудноћи (*1891)

### Децембар
- 5. децембар — Силвер Мас, белгијски бициклиста. (*1909)

- 15. децембар — Волт Дизни, амерички цртач анимираног филма и продуцент (*1901)[128]

## Нобелове награде
- Физика — Алфред Кастлер
- Хемија — Роберт Сандерсон Маликен
- Медицина — Пејтон Раус и Чарлс Брентон Хагинс
- Књижевност — Шмуел Јосиф Агнон и Нели Закс
- Мир — Награда није додељена
- Економија — Награда у овој области почела је да се додељује 1969. године